# Copa Banco Popular 2015
El Torneo de Copa de Costa Rica 2015, llamado Copa Banco Popular 2015 por motivos de patrocinio del Banco Popular y Desarrollo Comunal, fue la edición 44 de dicha competición costarricense. 
Contó con la participación de los doce equipos de Primera División (incluye a Municipal Liberia que ganó el ascenso a Primera al finalizar la temporada 2014-2015), y ocho de la Segunda División, quienes terminaron en los primeros 8 lugares de la tabla general de la temporada 2014-2015, a excepción de Turrialba que entró al Torneo por invitación ya que el Puntarenas FC, puesto ocho, y San Carlos, puesto nuevo, desistieron de participar en el Torneo.
El Torneo de Copa se inauguró el 5 de julio de 2015 y finalizó el 19 de noviembre de 2015.

## Equipos clasificados
Estos son los clubes que disputaron la Copa Popular 2015 a partir del 5 de julio de 2015.

### Primera División
Los doce equipos de la Primera División:
| Provincia  | Club                | Entrenador           | Ciudad              | Estadio                | Capacidad |
| ---------- | ------------------- | -------------------- | ------------------- | ---------------------- | --------- |
| San José   | Pérez Zeledón       | Flavio Da Silva      | Pérez Zeledón       | Estadio Municipal      | 2.100     |
| San José   | Deportivo Saprissa  | Jeaustin Campos      | Tibás               | Ricardo Saprissa       | 23.112    |
| San José   | Uruguay de Coronado | Martín Cardetti      | Vázquez de Coronado | El Labrador            | 2.500     |
| San José   | UCR                 | Guilherme Farinha    | Sabanilla           | Estadio Ecológico      | 1.800     |
| Alajuela   | Alajuelense         | Hernán Torres        | Alajuela            | Alejandro Morera Soto  | 17.895    |
| Alajuela   | Carmelita           | Hugo Robles          | Alajuela            | Alejandro Morera Soto  | 17.895    |
| Limón      | Limón FC            | Horacio Esquivel     | Limón               | Juan Gobán             | 3.000     |
| Limón      | Santos de Guápiles  | Johnny Chaves        | Guapíles            | Ebal Rodríguez         | 4.000     |
| Heredia    | Herediano           | Odir Jacques         | Heredia             | Rosabal Cordero        | 8.700     |
| Heredia    | Belén FC            | Juan Cruz            | Belén               | Polideportivo de Belén | 4.400     |
| Cartago    | Cartaginés          | César Eduardo Méndez | Cartago             | Rafael "Fello" Meza    | 13.000    |
| Guanacaste | Municipal Liberia   | Gustavo Martínez     | Liberia             | Edgardo Baltodano      | 3.850     |

### Segunda División
Los ocho equipos de Segunda División:
| Provincia  | Club                | Entrenador       | Ciudad        | Estadio                        | Capacidad |
| ---------- | ------------------- | ---------------- | ------------- | ------------------------------ | --------- |
| San José   | AS Puma             | Edgar Carvajal   | Pérez Zeledón | Polideportivo de Pérez Zeledón |           |
| San José   | Aserrí              | Fabián Barquero  | Aserrí        | Estadio ST Center              | 2.500     |
| San José   | Barrio México       | José Araya       | Guadalupe     | Coyella Fonseca                | 4.500     |
| San José   | Escazuceña          | Hamlet Morejón   | Escazú        | Estadio Nicolás Masís          | 3.000     |
| Limón      | Cariari Pococí      | Gustavo Martínez | Pococí        | Estadio Comunal                | 1.500     |
| Puntarenas | Osa                 | Walter Cortés    | Cortés        | Estadio de Ciudad Cortés       | 1.000     |
| Cartago    | Municipal Turrialba | Carlos De Toro   | Turrialba     | Rafael Ángel Camacho           | 4.500     |
| Guanacaste | Guanacasteca        | Luis Molina      | Nicoya        | Estadio Chorotega              | 4.000     |

## Formato de juego
Fase I: La fase I se jugará con 12 equipos de Primera División y 8 de la Liga de Ascenso, distribuidos en cinco subgrupos de cuatro equipos cada uno. Se jugarán un partido por equipo a muerte súbita siendo los equipos de la Liga de Ascenso los locales en los Partidos, el equipo que gane pasará a la Fase II.
Fase II: Los 2 ganadores de cada subgrupo se enfrentarán entre sí a un partido a muerte súbita, el equipo vencedor clasifica a la Fase III. También clasifica a la Fase III el mejor perdedor de la Fase II.
Fase III: Los 5 ganadores y el mejor perdedor se enfrentarán a 2 partidos a visita recíproca, el equipo vencedor clasifica a la fase IV. También clasifica a la Fase IV el mejor perdedor de la Fase III.
Fase IV: Los 3 ganadores y el mejor perdedor se enfrentarán en 2 partidos a visita recíproca. Los ganadores clasifican a la Fase V.
Fase V: Los 2 ganadores se enfrentarán en un solo partido en el Estadio Nacional para definir al Campeón.

## Patrocinadores
La Copa de Costa Rica 2015 está patrocinada por el Banco Popular de Costa Rica, el multivinámico Centrum y Coca-Cola.El Torneo fue presentado el viernes 26 de junio en el Hotel San José Palacio, donde contó con la presencia de los presidentes y representantes de los clubes de Liga de Ascenso y de Primera División, patrocinadores, invitados especiales, prensa deportiva nacional, personeros del Comité Director de LIASCE, Consejo Director de la Unafut y los organizadores del evento.

## Primera fase
| 5 de julio de 2015 | Selección de Osa | 0:3 (0:0) | Herediano                              | Estadio de Ciudad Cortés, Ciudad Cortés |                                   |
|                    |                  |           | 60' (pen.) Hansen · Cunningham · Arias | Árbitro(s): Juan Gabriel Calderón       | Árbitro(s): Juan Gabriel Calderón |

| 6 de julio de 2015 | Municipal Liberia                                                    | 2:2 (2:0) (2:4 p.)         | Cartaginés                                                           | Estadio Edgardo Baltodano, Liberia |                            |
|                    | Chévez 12' 20' (pen.)                                                |                            | 65' Aguilar · 75' Brenes                                             | Árbitro(s): Keylor Herrera         | Árbitro(s): Keylor Herrera |
|                    |                                                                      | Tiros desde el punto penal |                                                                      |                                    |                            |
|                    | Walter Chévez · Kenneth García · Francisco Flores · Jonathan Jiménez |                            | Randall Brenes · Jameson Scott · Paolo Jiménez · Juan Gabriel Guzmán |                                    |                            |

| 6 de julio de 2015 | Pérez Zeledón                                   | 4:2 (2:0) | AS Puma Generaleña     | Estadio Keylor Navas, Pérez Zeledón |                             |
|                    | Davies 20' 43' · Yeladian 56' · Valderramos 80' |           | 47' Calvo · 61' Robles | Árbitro(s): Adrián Elizondo         | Árbitro(s): Adrián Elizondo |

| 6 de julio de 2015 | UCR | 0:0 (0:0) (6:5 p.)         | Escazuceña                                                                                               | Estadio Coyella Fonseca, Sabanilla |  |
|                    | |                            | | Árbitro(s): Jimmy Torres           |  |
|                    | | Tiros desde el punto penal | |                                    |  |
|                    | Jonathan Sibaja · José Mena · Juan Diego Monge · Mauricio Montero · Aarón Navarro · José Gabriel Vargas |                            | Cristian Badilla · Michael Arias · Walter Villalobos · Jorge Rodríguez · Joshua Munguía · Fabián Montiel |                                    |  |

| 6 de julio de 2015 | Municipal Turrialba                                                                | 2:2 (1:1) (3:4 p.)         | Alajuelense                                                           | Estadio Rafael A. Camacho, Turrialba |                        |
|                    | Solano 6' 85'                                                                      |                            | 3' 60' Calvo                                                          | Árbitro(s): Danny Lobo               | Árbitro(s): Danny Lobo |
|                    |                                                                                    | Tiros desde el punto penal |                                                                       |                                      |                        |
|                    | Eduardo Solano · Johnny Martínez · Fabián Jiménez · Josué Meneses · Kenneth Solano |                            | Johnny Acosta · Ariel Rodríguez · Francisco Rodríguez · Allen Guevara |                                      |                        |

| 6 de julio de 2015 | Aserrí FC | 0:6 (0:1) | Uruguay de Coronado                                       | Estadio ST Center, Aserrí |                         |
|                    |           |           | 45' (pen.) Alpízar · (a.g.) Fallas · Gómez · (pen.) Silva | Árbitro(s): Andrey Vega   | Árbitro(s): Andrey Vega |

| 6 de julio de 2015 | Cariari de Pococí                                                   | 0:0 (0:0) (5:4 p.)         | Carmelita                               | Estadio Comunal de Cariari, Pococí |  |
|                    |                                                                     |                            |                                         | Árbitro(s): Andrés Alpízar         |  |
|                    |                                                                     | Tiros desde el punto penal |                                         |                                    |  |
|                    | Alonso Salazar · Esteban Benítez · Iván Ramírez · Crisanto Esquivel |                            | Starling Matarrita · Alejandro Vargas · |                                    |  |

| 6 de julio de 2015 | Limón FC | 1:2 (1:0) | Santos           | Estadio Juan Gobán, Limón     |                               |
|                    |          |           | Zapata · Monguío | Árbitro(s): Adrián Chinchilla | Árbitro(s): Adrián Chinchilla |

| 6 de julio de 2015 | Belén FC                                                      | 0:0 (0:0) (4:1 p.)         | Barrio México                                   | Estadio Coyella Fonseca, Guadalupe |  |
|                    |                                                               |                            |                                                 | Árbitro(s): Isaac Mendoza          |  |
|                    |                                                               | Tiros desde el punto penal |                                                 |                                    |  |
|                    | César López · Ricardo Blanco · Javier Castro · Leonardo Adams |                            | Erick Marín · Roberto Rojas · Cristian Carrillo |                                    |  |

| 8 de julio de 2015 | Guanacasteca | 1:2 (1:0) | Deportivo Saprissa    | Estadio Edgardo Baltodano, Liberia |                           |
|                    | Meis 33'     |           | 47' Segura · 74' Soto | Árbitro(s): Pedro Navarro          | Árbitro(s): Pedro Navarro |

## Segunda fase
Emparejamientos tomados de UNAFUT 
Partido A
| 12 de julio de 2015, 13:15 | Deportivo Saprissa                                                                                               | 0-0 (0:0) (5:6 p.)         | Pérez Zeledón                                                                                             | Estadio Coyella Fonseca, Guadalupe |  |
|                            | |                            | | Árbitro(s): Adrián Chinchilla      |  |
|                            | | Tiros desde el punto penal | |                                    |  |
|                            | Andrés Imperiale · Keilor Soto · Ulises Segura · Néstor Monge · Ariel Rodríguez · Mynor Escoe · Daniel Colindres |                            | Jorge Gatgens · José Garro · Roy Myrie · Pedro Leal · Luis Stweart Pérez · Jeffrey Montoya · Jorge Davies |                                    |  |

Partido B
| 12 de julio de 2015, 11:00 | Cartaginés                                 | 4-1 (2:0) | Uruguay de Coronado | Estadio Fello Meza, Cartago |                        |
|                            | Brenes 34' 67' · Sánchez 39' · Marrero 62' |           | Herrera 84'         | Árbitro(s): Danny Lobo      | Árbitro(s): Danny Lobo |

Partido C
| 15 de julio de 2015, 20:00 | Herediano                          | 2-1 (0:1) | UCR        | Estadio Rosabal Cordero, Heredia |  |
|                            | Hansen 70' (pen.) · Cunningham 89' |           | Sibaja 30' |                                  |  |

Partido D
| 12 de julio de 2015, 14:00 | Belén FC                                  | 3-0 (0:0) | Cariari de Pococí | Estadio Rosabal Cordero, Heredia |                           |
|                            | Adams 52' · Rodríguez 55' · Solórzano 84' |           |                   | Árbitro(s): Isaac Mendoza        | Árbitro(s): Isaac Mendoza |

Partido E
| 9 de julio de 2015, 20:00 | Alajuelense                                                            | 2-2 (0:1) (1:3 p.)         | Santos de Guápiles                                               | Estadio Morera Soto, Alajuela |                          |
|                           | Alonso 52' 53'                                                         |                            | 31' Pérez · 75' (a.g.) Matarrita                                 | Árbitro(s): Allen Quirós      | Árbitro(s): Allen Quirós |
|                           |                                                                        | Tiros desde el punto penal |                                                                  |                               |                          |
|                           | Johnny Acosta · Ronald Matarrita · Francisco Rodríguez · Allen Guevara |                            | Daniel Quirós · Jesús Camacho · Ariel Zapata · José Carlos Pérez |                               |                          |

## Tercera fase
Emparejamientos tomados de UNAFUT 
Partido F
| 19 de julio de 2015, 12:00 | Pérez Zeledón                                                     | 5-4 (2:1) | Cartaginés                                       | Estadio Keylor Navas, Pérez Zeledón |  |
|                            | Mitchell 2' · Yeladian 24' · Garro 75' · Montoya 77' · Porras 86' |           | Delgado 39' · Aguilar 47' 60' · Scott 50' (pen.) |                                     |  |

| 26 de julio de 2015, 14:30 | Cartaginés    | 1-1 (0:1) | Pérez Zeledón | Estadio Fello Meza, Cartago |  |
|                            | Ronchetti 81' |           | Montoya 22'   |                             |  |

Partido G
| 21 de julio de 2015, 20:00 | Herediano                                      | 3-2 (0:2) | Belén FC      | Estadio Rosabal Cordero, Heredia |  |
|                            | Azofeifa 65' · Hansen 71' (pen.) · Scott 90+2' |           | Adams 31' 43' |                                  |  |

| 25 de julio de 2015, 20:00 | Belén FC | 0-2 (0:0) | Herediano               | Estadio Rosabal Cordero, Heredia |  |
|                            |          |           | Scott 46' · Condega 67' |                                  |  |

Partido H
| 20 de julio de 2015, 20:00 | Alajuelense            | 2-0 (1:0) | Santos de Guápiles | Estadio Morera Soto, Alajuela |  |
|                            | Calvo 38' · Alonso 57' |           |                    |                               |  |

| 29 de julio de 2015, 20:00 | Santos de Guápiles | 1-2 (0:1) | Alajuelense              | Estadio Ebal Rodríguez, Guápiles |  |
|                            | Pérez 79'          |           | Lezcano 14' · Alonso 87' |                                  |  |

## Cuarta a Quinta fase
Emparejamientos tomados de UNAFUT 
|  | Semifinales                          | Semifinales                          | Semifinales                          | Semifinales                          | Semifinales                          |   |            | Final             | Final             | Final             |  |
|  | (2 de septiembre y 30 de septiembre) | (2 de septiembre y 30 de septiembre) | (2 de septiembre y 30 de septiembre) | (2 de septiembre y 30 de septiembre) | (2 de septiembre y 30 de septiembre) |   |            | (19 de noviembre) | (19 de noviembre) | (19 de noviembre) |  |
|  |                                      |                                      |                                      |                                      |                                      |   |            |                   |                   |                   |  |
|  |                                      |                                      |                                      |                                      |                                      |   |            |                   |                   |                   |  |
|  | Pérez Zeledón                        | Pérez Zeledón                        | 0                                    | 1                                    | 1                                    |   |            |                   |                   |                   |  |
|  | Pérez Zeledón                        | Pérez Zeledón                        | 0                                    | 1                                    | 1                                    |   |            |                   |                   |                   |  |
|  | Cartaginés                           | Cartaginés                           | 1                                    | 4                                    | 5                                    |   |            |                   |                   |                   |  |
|  | Cartaginés                           | Cartaginés                           | 1                                    | 4                                    | 5                                    |   | Cartaginés | Cartaginés        | 1 (3)             |                   |  |
|  |                                      |                                      |                                      |                                      |                                      |   | Cartaginés | Cartaginés        | 1 (3)             |                   |  |
|  |                                      |                                      | Herediano                            | Herediano                            | 1 (1)                                |   |            |                   |                   |                   |  |
|  | Herediano                            | Herediano                            | Herediano                            | Herediano                            | 1 (1)                                | 2 | 3          | 5                 |                   |                   |  |
|  | Herediano                            | Herediano                            |                                      |                                      |                                      | 2 | 3          | 5                 |                   |                   |  |
|  | Alajuelense                          | Alajuelense                          | 1                                    | 2                                    | 3                                    |   |            |                   |                   |                   |  |
|  | Alajuelense                          | Alajuelense                          | 1                                    | 2                                    | 3                                    |   |            |                   |                   |                   |  |
|  |                                      |                                      |                                      |                                      |                                      |   |            |                   |                   |                   |  |

### Partidos de la Cuarta fase
Semifinal 1
| 2 de septiembre de 2015 | Cartaginés  | 1-0 (1:0) | Pérez Zeledón | Estadio Fello Meza, Cartago |  |
|                         | Fonseca 37' |           |               |                             |  |

| 30 de septiembre de 2015 | Pérez Zeledón | 1-4 (1:3) | Cartaginés                              | Estadio Municipal de Pérez Zeledón, Pérez Zeledón |  |
|                          | Mitchell 37'  |           | Castillo 2' 41' · Vega 10' · Brenes 83' |                                                   |  |

Semifinal 2
| 2 de septiembre de 2015 | Alajuelense  | 1-2 (0:2) | Herediano              | Estadio Alejandro Morera Soto, Alajuela |  |
|                         | McDonald 71' |           | Brown 12' · Hansen 18' |                                         |  |

| 30 de septiembre de 2015 | Herediano                    | 3-2 (1:2) | Alajuelense             | Estadio Eladio Rosabal Cordero, Heredia |  |
|                          | Hansen 2' · Granados 78' 84' |           | Guevara 21' · Ortiz 37' |                                         |  |

### Final
| 19 de noviembre de 2015 | CS Cartaginés                               | 1-1 (1:0) (3:1 p.)         | CS Herediano                          | Estadio Nacional, San José |  |
|                         | Brenes 36' (pen.)                           |                            | Aguilar 87'                           |                            |  |
|                         |                                             | Tiros desde el punto penal |                                       |                            |  |
|                         | Ronchetti · Scott · Vega · Guzmán · Jiménez |                            | Azofeifa · Hansen · Aguilar · Sánchez |                            |  |

### Detalles del juego
| 33    | POR   | Alejandro Gómez      |     |
| 14    | DEF   | Fernando Brenes      |     |
| 12    | DEF   | Darío Delgado        |     |
| 13    | DEF   | Jameson Scott        |     |
| 26    | DEF   | Kevin Vega           |     |
| 16    | MED   | Juan Diego Madrigal  |     |
| 21    | MED   | Mauricio Castillo    | 60' |
| 8     | MED   | Danny Fonseca        |     |
| 31    | MED   | Álvaro Sánchez       | 83' |
| 10    | DEL   | Randall Brenes       | 77' |
| 9     | DEL   | Fabrizio Ronchetti   |     |
| D. T. | D. T. | César Eduardo Méndez |     |

| 1     | POR   | Leonel Moreira         |     |
| 99    | DEF   | Keyner Brown           |     |
| 4     | DEF   | Allan Miranda          |     |
| 5     | DEF   | Óscar Esteban Granados | 63' |
| 53    | DEF   | Luis Omar Hernández    | 45' |
| 12    | MED   | Randall Azofeifa       |     |
| 10    | MED   | Elías Aguilar          |     |
| 14    | MED   | Roony Mora             | 73' |
| 11    | MED   | José Sánchez           |     |
| 16    | DEL   | Jonathan Hansen        |     |
| 9     | DEL   | Cristhian Lagos        |     |
| D. T. | D. T. | Odir Jacques           |     |

| 28 | Centrocampista | Juan Gabriel Guzmán | 60' |
| 19 | Delantero      | Alejandro Aguilar   | 77' |
| 7  | Centrocampista | Paolo Jiménez       | 83' |

| 15 | Defensa   | Keven Alemán     | 45' |
| 8  | Delantero | Kenny Cunningham | 63' |
| 18 | Defensa   | Dave Myrie       | 73' |

| 36' (pen.) · | Randall Brenes |  |

| 87' · | Elías Aguilar |  |

| No · Sí · Sí · No · Sí | Fabrizio Ronchetti Jameson Scott Kevin Vega Juan Gabriel Guzmán Paolo Jiménez | 0:0 1:1 2:1 3:1 |

| Sí · No · No · No | Randall Azofeifa Jonathan Hansen Elías Aguilar José Sánchez | 0:1 1:1 2:1 |

| 18' · 19' · 52' · 92' · | Fernando Brenes Randall Brenes Darío Delgado Juan Gabriel Guzmán |

| Principal  | Ricardo Montero  |
| Asistentes | Warner Castro    |
|            | Juan Carlos Mora |
| Cuarto     | Andrey Vega      |

| 33    | POR   | Alejandro Gómez      |     |
| 14    | DEF   | Fernando Brenes      |     |
| 12    | DEF   | Darío Delgado        |     |
| 13    | DEF   | Jameson Scott        |     |
| 26    | DEF   | Kevin Vega           |     |
| 16    | MED   | Juan Diego Madrigal  |     |
| 21    | MED   | Mauricio Castillo    | 60' |
| 8     | MED   | Danny Fonseca        |     |
| 31    | MED   | Álvaro Sánchez       | 83' |
| 10    | DEL   | Randall Brenes       | 77' |
| 9     | DEL   | Fabrizio Ronchetti   |     |
| D. T. | D. T. | César Eduardo Méndez |     |

| 1     | POR   | Leonel Moreira         |     |
| 99    | DEF   | Keyner Brown           |     |
| 4     | DEF   | Allan Miranda          |     |
| 5     | DEF   | Óscar Esteban Granados | 63' |
| 53    | DEF   | Luis Omar Hernández    | 45' |
| 12    | MED   | Randall Azofeifa       |     |
| 10    | MED   | Elías Aguilar          |     |
| 14    | MED   | Roony Mora             | 73' |
| 11    | MED   | José Sánchez           |     |
| 16    | DEL   | Jonathan Hansen        |     |
| 9     | DEL   | Cristhian Lagos        |     |
| D. T. | D. T. | Odir Jacques           |     |

| 28 | Centrocampista | Juan Gabriel Guzmán | 60' |
| 19 | Delantero      | Alejandro Aguilar   | 77' |
| 7  | Centrocampista | Paolo Jiménez       | 83' |

| 15 | Defensa   | Keven Alemán     | 45' |
| 8  | Delantero | Kenny Cunningham | 63' |
| 18 | Defensa   | Dave Myrie       | 73' |

| 36' (pen.) · | Randall Brenes |  |

| 87' · | Elías Aguilar |  |

| No · Sí · Sí · No · Sí | Fabrizio Ronchetti Jameson Scott Kevin Vega Juan Gabriel Guzmán Paolo Jiménez | 0:0 1:1 2:1 3:1 |

| Sí · No · No · No | Randall Azofeifa Jonathan Hansen Elías Aguilar José Sánchez | 0:1 1:1 2:1 |

| 18' · 19' · 52' · 92' · | Fernando Brenes Randall Brenes Darío Delgado Juan Gabriel Guzmán |

| Principal  | Ricardo Montero  |
| Asistentes | Warner Castro    |
|            | Juan Carlos Mora |
| Cuarto     | Andrey Vega      |

| 33    | POR   | Alejandro Gómez      |     |
| 14    | DEF   | Fernando Brenes      |     |
| 12    | DEF   | Darío Delgado        |     |
| 13    | DEF   | Jameson Scott        |     |
| 26    | DEF   | Kevin Vega           |     |
| 16    | MED   | Juan Diego Madrigal  |     |
| 21    | MED   | Mauricio Castillo    | 60' |
| 8     | MED   | Danny Fonseca        |     |
| 31    | MED   | Álvaro Sánchez       | 83' |
| 10    | DEL   | Randall Brenes       | 77' |
| 9     | DEL   | Fabrizio Ronchetti   |     |
| D. T. | D. T. | César Eduardo Méndez |     |

| 1     | POR   | Leonel Moreira         |     |
| 99    | DEF   | Keyner Brown           |     |
| 4     | DEF   | Allan Miranda          |     |
| 5     | DEF   | Óscar Esteban Granados | 63' |
| 53    | DEF   | Luis Omar Hernández    | 45' |
| 12    | MED   | Randall Azofeifa       |     |
| 10    | MED   | Elías Aguilar          |     |
| 14    | MED   | Roony Mora             | 73' |
| 11    | MED   | José Sánchez           |     |
| 16    | DEL   | Jonathan Hansen        |     |
| 9     | DEL   | Cristhian Lagos        |     |
| D. T. | D. T. | Odir Jacques           |     |

| 28 | Centrocampista | Juan Gabriel Guzmán | 60' |
| 19 | Delantero      | Alejandro Aguilar   | 77' |
| 7  | Centrocampista | Paolo Jiménez       | 83' |

| 15 | Defensa   | Keven Alemán     | 45' |
| 8  | Delantero | Kenny Cunningham | 63' |
| 18 | Defensa   | Dave Myrie       | 73' |

| 36' (pen.) · | Randall Brenes |  |

| 87' · | Elías Aguilar |  |

| No · Sí · Sí · No · Sí | Fabrizio Ronchetti Jameson Scott Kevin Vega Juan Gabriel Guzmán Paolo Jiménez | 0:0 1:1 2:1 3:1 |

| Sí · No · No · No | Randall Azofeifa Jonathan Hansen Elías Aguilar José Sánchez | 0:1 1:1 2:1 |

| 18' · 19' · 52' · 92' · | Fernando Brenes Randall Brenes Darío Delgado Juan Gabriel Guzmán |

| Principal  | Ricardo Montero  |
| Asistentes | Warner Castro    |
|            | Juan Carlos Mora |
| Cuarto     | Andrey Vega      |

| 33    | POR   | Alejandro Gómez      |     |
| 14    | DEF   | Fernando Brenes      |     |
| 12    | DEF   | Darío Delgado        |     |
| 13    | DEF   | Jameson Scott        |     |
| 26    | DEF   | Kevin Vega           |     |
| 16    | MED   | Juan Diego Madrigal  |     |
| 21    | MED   | Mauricio Castillo    | 60' |
| 8     | MED   | Danny Fonseca        |     |
| 31    | MED   | Álvaro Sánchez       | 83' |
| 10    | DEL   | Randall Brenes       | 77' |
| 9     | DEL   | Fabrizio Ronchetti   |     |
| D. T. | D. T. | César Eduardo Méndez |     |

| 1     | POR   | Leonel Moreira         |     |
| 99    | DEF   | Keyner Brown           |     |
| 4     | DEF   | Allan Miranda          |     |
| 5     | DEF   | Óscar Esteban Granados | 63' |
| 53    | DEF   | Luis Omar Hernández    | 45' |
| 12    | MED   | Randall Azofeifa       |     |
| 10    | MED   | Elías Aguilar          |     |
| 14    | MED   | Roony Mora             | 73' |
| 11    | MED   | José Sánchez           |     |
| 16    | DEL   | Jonathan Hansen        |     |
| 9     | DEL   | Cristhian Lagos        |     |
| D. T. | D. T. | Odir Jacques           |     |

| 28 | Centrocampista | Juan Gabriel Guzmán | 60' |
| 19 | Delantero      | Alejandro Aguilar   | 77' |
| 7  | Centrocampista | Paolo Jiménez       | 83' |

| 15 | Defensa   | Keven Alemán     | 45' |
| 8  | Delantero | Kenny Cunningham | 63' |
| 18 | Defensa   | Dave Myrie       | 73' |

| 36' (pen.) · | Randall Brenes |  |

| 87' · | Elías Aguilar |  |

| No · Sí · Sí · No · Sí | Fabrizio Ronchetti Jameson Scott Kevin Vega Juan Gabriel Guzmán Paolo Jiménez | 0:0 1:1 2:1 3:1 |

| Sí · No · No · No | Randall Azofeifa Jonathan Hansen Elías Aguilar José Sánchez | 0:1 1:1 2:1 |

| 18' · 19' · 52' · 92' · | Fernando Brenes Randall Brenes Darío Delgado Juan Gabriel Guzmán |

| Principal  | Ricardo Montero  |
| Asistentes | Warner Castro    |
|            | Juan Carlos Mora |
| Cuarto     | Andrey Vega      |

## Estadísticas
| Pos. | Jugador                | Club                      | Goles |  |
| 1º   | Randall Brenes         | Cartaginés                | 5     |  |
| 1º   | Jonathan Hansen        | Herediano                 | 5     |  |
| 2º   | Armando Alonso         | Alajuelense               | 4     |  |
| 3º   | Alejandro Aguilar      | Cartaginés                | 3     |  |
| 3º   | Diego Calvo            | Alajuelense               | 3     |  |
| 3º   | Leonardo Adams         | Belén FC                  | 3     |  |
| 4º   | Ismael Gómez           | Uruguay de Coronado       | 2     |  |
| 4º   | Walter Silva           | Uruguay de Coronado       | 2     |  |
| 4º   | Óscar Esteban Granados | CS Herediano              | 2     |  |
| 4º   | Walter Chévez          | Municipal Liberia         | 2     |  |
| 4º   | Jorge Davies           | Pérez Zeledón             | 2     |  |
| 4º   | Kenneth Solano         | Municipal Turrialba       | 2     |  |
| 4º   | Kenny Cunningham       | Herediano                 | 2     |  |
| 4º   | Christian Yeladian     | Pérez Zeledón             | 2     |  |
| 4º   | José Carlos Pérez      | Santos de Guápiles        | 2     |  |
| 4º   | Jeffry Montoya         | Pérez Zeledón             | 2     |  |
| 5º   | Yosimar Arias          | Herediano                 | 1     |  |
| 5º   | Anthony Calvo          | AS Puma Generaleña        | 1     |  |
| 5º   | Jordy Robles           | AS Puma Generaleña        | 1     |  |
| 5º   | Álvaro Sánchez         | Cartaginés                | 1     |  |
| 5º   | Jaime Valderramos      | Pérez Zeledón             | 1     |  |
| 5º   | Alejandro Alpízar      | Uruguay de Coronado       | 1     |  |
| 5º   | Ariel Zapata           | Santos de Guápiles        | 1     |  |
| 5º   | Edder Monguío          | Santos de Guápiles        | 1     |  |
| 5º   | Leandro Meis           | Guanacasteca              | 1     |  |
| 5º   | Ulises Segura          | Deportivo Saprissa        | 1     |  |
| 5º   | Keilor Soto            | Deportivo Saprissa        | 1     |  |
| 5º   | Starling Matarrita     | Santos de Guápiles        | 1     |  |
| 5º   | Pablo Herrera          | Uruguay de Coronado       | 1     |  |
| 5º   | José Adrián Marrero    | Cartaginés                | 1     |  |
| 5º   | Josué Rodríguez        | Belén FC                  | 1     |  |
| 5º   | Bryan Solórzano        | Belén FC                  | 1     |  |
| 5º   | Jonathan Sibaja        | Universidad de Costa Rica | 1     |  |
| 5º   | Josué Mitchell         | Pérez Zeledón             | 1     |  |
| 5º   | Darío Delgado          | Cartaginés                | 1     |  |
| 5º   | Jameson Scott          | Cartaginés                | 1     |  |
| 5º   | José Garro             | Pérez Zeledón             | 1     |  |
| 5º   | Anllel Porras          | Pérez Zeledón             | 1     |  |
| 5º   | Randall Azofeifa       | Herediano                 | 1     |  |
| 5º   | Jean Scott             | Herediano                 | 1     |  |
| 5º   | Fabrizio Ronchetti     | Cartaginés                | 1     |  |
| 5º   | Andrés Lezcano         | Alajuelense               | 1     |  |

|                       |
| Club Sport Cartaginés |
| 4° título             |

| Predecesor: Torneo de Copa 2014 | Torneo de Copa de Costa Rica 2015 | Sucesor: Torneo de Copa 2022 |